# University of the Witwatersrand
University of the Witwatersrand, Wits University – południowoafrykańska uczelnia publiczna w Johannesburgu. Została założona w 1922 roku.